# Michaela Onyenwere
Michaela Onyenwere est une basketteuse américaine et nigériane née le 10 août 1999 à Aurora (Colorado).

## Biographie
Son père Peter Onyenwere a été sélectionné en athlétisme aux Jeux olympiques. Elle s'essaie à différentes disciplines et commence le basket-ball à l'âge de 13 ans.
En high school, son équipe remporte le championnat du Colorado (20,8 points and 8,9 rebonds) et elle est sélectionnée pour le McDonald's All-America Game en 2017. Elle s'engage en NCAA avec les Bruins de l'UCLA. Lors de sa deuxième année, elle figure dans le meilleur cinq de la Conférence mène la conférence Pac-12 aux rebonds offensifs et se voit sélectionnée pour les Jeux panaméricains où les États-Unis se classent seconds. En junior, elle figure de nouveau dans le meilleur cinq de la Pac-12. En quittant UCLA, elle est la quatrième marqueuse (1888) et la huitième rebondeuse (885) de l'histoire de l'université. En senior, elle hisse les Bruins au Sweet Sixteen avec ses 19,1 points and 7,2 rebonds.
Elle est retenue en 6e position de la draft WNBA 2021 par le Liberty de New York. Elle est la première joueuse originaire du Colorado sélectionnée au premier tour d'une draft WNBA. Pour sa première rencontre en WNBA, elle inscrit 18 points et 5 rebonds.
Pour ses débuts en WNBA, Onyenwere est élue Rookie de l'année après avoir remporté tous les titres de Rookie du mois. Cependant ses statistiques (8,6 points et 2,9 rebonds) baissent au fil de la saison et elle est la première joueuse depuis la meneuse Temeka Johnson en 2005 à ne pas être au moins 10 points de moyenne, faisant de 2021 une des classes de draft les plus faibles.

## Palmarès
- Médaille d'argent aux Jeux panaméricains de 2019

## Statistiques

### Saison régulière
| Recrue/rookie de la saison |

| Saison | Équipe   | Matchs | Titul. | Min./m | % Tir | % 3pts | % LF | Rbds/m. | Pass/m. | Int/m. | Ctr/m. | Pts/m. |
| ------ | -------- | ------ | ------ | ------ | ----- | ------ | ---- | ------- | ------- | ------ | ------ | ------ |
| 2021   | New York | 32     | 29     | 22,2   | 40,1  | 32,7   | 83,6 | 2,9     | 0,6     | 0,4    | 0,3    | 8,6    |
| 2022   | New York | 34     | 1      | 13,7   | 37,7  | 30,0   | 83,6 | 2,1     | 0,4     | 0,4    | 0,2    | 4,7    |
| 2023   | Phoenix  | 40     | 27     | 23,8   | 40,4  | 31,5   | 75,9 | 3,7     | 1,3     | 0,8    | 0,5    | 8,9    |
| Total  | Total    | 106    | 57     | 20,1   | 39,8  | 31,8   | 80,6 | 2,9     | 0,8     | 0,5    | 0,3    | 7,4    |

### Playoffs
| Saison | Équipe   | Matchs | Titul. | Min./m | % Tir | % 3pts | % LF | Rbds/m. | Pass/m. | Int/m. | Ctr/m. | Pts/m. |
| ------ | -------- | ------ | ------ | ------ | ----- | ------ | ---- | ------- | ------- | ------ | ------ | ------ |
| 2021   | New York | 1      | 0      | 9,0    | 0,0   | 0,0    | 0,0  | 0,0     | 0,0     | 0,0    | 0,0    | 0,0    |
| 2022   | New York | 3      | 0      | 7,3    | 36,4  | 0,0    | 100  | 1,3     | 0,0     | 0,0    | 0,0    | 4,7    |
| Total  | Total    | 4      | 0      | 7,8    | 33,3  | 0,0    | 100  | 1,0     | 0,0     | 0,0    | 0,0    | 3,5    |

## Distinctions personnelles
- McDonald's All-American (2017)
- Meilleur freshman de la Pac-12 (2018)
- Meilleur cinq de la Pac-12 (2019, 2020, 2021)
- Meilleure rookie de la saison WNBA 2021